# NGC 2286
NGC 2286 (również OCL 548) – gromada otwarta znajdująca się w gwiazdozbiorze Jednorożca. Odkrył ją William Herschel 6 stycznia 1785 roku. Jest położona w odległości ok. 8,5 tys. lat świetlnych od Słońca.